# Beata Kubiak Ho-Chi
Beata Barbara Kubiak Ho-Chi (ur. 29 listopada 1958) – polska doktor habilitowana nauk humanistycznych. Kulturoznawczyni, literaturoznawczyni, orientalistka. Specjalizuje się w zagadnieniach z zakresu japonistyki, w tym pisma, sztuki i estetyki tego kraju. Wykładowca w Katedrze Japonistyki na Wydziale Orientalistycznym Uniwersytetu Warszawskiego.

## Życiorys
Absolwentka studiów filologicznych na Uniwersytecie Warszawskim (rocznik 1982). Jej praca magisterska dotyczyła tradycji rycerskiej w hanie Aizu. W 1995 roku otrzymała dyplom DEA paryskiej szkoły wyższej Institut national des langues et civilisations orientales. Doktoryzowała się w 2001 roku na Wydziale Orientalistycznym UW na podstawie pracy zatytułowanej Mishima Yukio: estetyka klasyczna w twórczości prozatorskiej i dramaturgicznej w latach 1941-1960. Habilitowała się w 2012 roku na tej samej uczelni, pisząc rozprawę pt. Tragizm w japońskim teatrze lalkowym bunraku. Doświadczenie naukowe zdobywała na Uniwersytecie Tokijskim i w International Research Center for Japanese Studies w Kioto. W 2015 roku została profesorem nadzwyczajnym. 
W 2020 została nominowana do Nagrody Literackiej Gdynia w kategorii przekład na język polski za tłumaczenie książki pt. Wyznanie maski autorstwa Yukio Mishimy.

## Książki
Beata Kubiak Ho-Chi jest autorką lub współautorką następujących pozycji książkowych:
- Mishima Yukio: estetyka klasyczna w prozie i dramacie 1941-1960[6]
- Japonia okresu Meiji. Od tradycji ku nowoczesności (red.)
- Japonia w Polsce (red.)
- Dwa filary kultury japońskiej: literatura i sztuki performatywne (materiały konferencyjne, red.)[7]
- Estetyka i sztuka japońska: wybrane zagadnienia[8]
- Tragizm w japońskim teatrze lalkowym bunraku[9]
- Film japoński a kultura europejska: obcość przezwyciężona? (red.)[10]
- East Asian theatres: traditions - inspirations - European/Polish contexts (red.)[11]
- Zwierzęta w kulturze japońskiej (red.)
- Unique or universal: Japan and Its Contribution to World Civilization (red.)

## Publikacje naukowe
- Afektywna topografia współczesnego Tokio w powieści Yoriko Shōno „Kombinat zakrzywionej czasoprzestrzeni” (Taimu surippu konbināto)[12]
- Dialog with a Ghost: Modern Nō Plays by Mishima Yukio on the Stages of Polish Theatre[13]
- Blade Runner w kombinacie zakrzywionej czasoprzestrzeni, czyli film Ridleya Scotta w powieści Shōno Yoriko[14]